# 杀猪盘
杀猪盘 (英語：pig butchering scam)指通過电信诈骗手段實施的情感诈骗，诈骗实施者具体通过电信及网络信息技术来捏造虚拟形象获得被害方信任，进而建立亲密关系，最终达到骗取公私财物的目的。因该手段组织严密、产业链完整、施骗周期长、受害人数多、涉案金额高等原因，受到社会关注。

## 历史
杀猪盘在2017年就已经出现，并于2019年被中國的国家语言资源监测与研究中心评为“2019年度中国媒体十大新词语”，据不完全统计，截止2019年4月27日，在中国大陆，杀猪盘受害人数为876人，受骗金额超2亿元人民币。

## 内涵
“杀猪盘”一词源于从业人员内部称呼，将诈骗过程类比为“养猪、杀猪”的过程：
- 首先，施骗者在网络上利用虚假社交账号将自己精心包装，建立“猪圈”；
- 第二步，在社交平台上挑选受害人目标，即为“选猪”；
- 第三步，与受害人建立信任关系、情感链接，进行“养猪”；
- 第四步，怂恿受害人参与自己推荐的投资等虚假项目，称为“切口”；
- 最后，在给予受害人小额回报后，诱骗大额投资，並捲款潛逃，即为“杀猪”[1]。

## 案件示例
- 中國拉萨市公安局刑警支队反诈骗中心表示，2020年第一季度，“杀猪盘”成第2大电信网络诈骗类型[6]。

- 2020年1月，“众乐”电信网络诈骗集团在缅甸联邦共和国果敢地区成立，针对中国大陆公民进行诈骗活动，涉案金额1670余万元，后被抓获[7]。

- 2021年11月，中國南京市一周内发生6起针对单身女性的百万元杀猪盘诈骗案件，受害者不乏高级知识分子[8]。